# Szalay Péter (jogász)
Szalay Péter (Budapest, 1960. február 25. – 2024. március 14.) magyar jogász, ügyvéd. Kezdetben a felsőoktatásban dolgozott, majd hosszabb ideig a közigazgatásban tevékenykedett, majd ügyvédként dolgozott. 2011 és 2023 között az Alkotmánybíróság tagja.

## Életpályája
1978-ban érettségizett a budapesti Fürst Sándor Gimnáziumban (később: Balassi Bálint Gimnázium). Sorkatonai szolgálatának teljesítése után kezdte meg egyetemi tanulmányait az Eötvös Loránd Tudományegyetem Állam- és Jogtudományi Karán, ahol 1984-ben szerzett jogi doktorátust. 
Diplomájának megszerzését követően a kar alkotmányjogi tanszékén volt ösztöndíjas gyakornok, majd 1987-től az Igazságügyi Minisztérium törvény-előkészítő főosztályán kezdett el dolgozni előadóként. 1988-ban átkerült Pozsgay Imre államminiszter titkárságára, ahol először kormánytanácsos, majd kormányfőtanácsos lett. Közben 1989-ben jogi szakvizsgát tett. 
A rendszerváltást követően a Miniszterelnöki Hivatalban a miniszterelnöki kabinetnél volt kormányfőtanácsos. 1993-ban a Pénzintézeti Központ jogi igazgatójává nevezték ki, tisztségét a jogutód cégeknél is megtartotta. 1998-tól a Jutasi és Társai ügyvédi iroda tagjaként dolgozott. 1984-től tanított alkotmányjogot különböző intézményekben (ELTE, Századvég Politikai Iskola).

### Közéleti pályafutása
A Pénzintézeti Központnál részt vett a részvénytársasággá alakításban, valamint a cég bankká formálásában. 1998 és 2002 között a Szerencsejáték Rt. felügyelőbizottságának tagja, valamint ugyanebben az időszakban a Sportlétesítmények Rt. felügyelő bizottságának elnöke volt. 2010 júniusában (Fellegi Tamás akkori nemzeti fejlesztési miniszter döntése alapján) a Magyar Fejlesztési Bank Zrt. felügyelőbizottsága elnökévé nevezték ki. 
2011-ben az Országgyűlés tizenkét évre az Alkotmánybíróság tagjává választotta szeptember 1-jei hatállyal. Emiatt fb-elnöki tisztségéről lemondott és felfüggesztette ügyvédi tevékenységét. Megbízatása 2023-ban járt le.

## Főbb művei
- Alkotmányjogi ismeretek; ELTE Jogi Továbbképző Intézet, Bp., 1987